# Разведывательная деятельность китайских спецслужб
Китайские спецслужбы ведут активную разведывательную деятельность, в частности в США. Принцип китайских разведывательных операций — сбор информации относительно небольшого объёма большим количеством людей, её последующая обработка и анализ.

## Деятельность и принципы
Предполагается, что китайские спецслужбы действуют отлично от спецслужб других государств, предпочитая работать с большим количеством агентов, которые проводят в иностранных государствах относительно недолгое время (студенты, учёные, преподаватели университетов) вместо длительной подготовки небольшого количества высокопоставленных источников или двойных агентов. Основной источник информации о китайских спецслужбах — перебежчики, которых китайское правительство обвиняет в антикитайской агитации.
По мнению американских исследователей для ведения шпионажа в различных государствах, Китаю в последние годы удалось усовершенствовать свои компьютерные технологии. Китай подозревается в кибератаках и компьютерном шпионаже в Австралии, Великобритании, Германии, США, Франции.
В 2009 г. канадские исследователи заявили, что у них есть доказательства того что китайские хакеры проникли в компьютерные сети государственных структур и частных организаций в 103 государствах, хотя они и отметили, что неизвестно действовали ли они по заданию правительства Китая. Китай в свою очередь отверг все эти заявления. Также считается, что китайские спецслужбы в интернете следят за Далай-ламой и тибетцами живущими вне Китая.
Ира Уинклер (Ira Winkler) бывшая сотрудница АНБ и консультант по безопасности, утверждала что китайские спецслужбы склоняют этнических китайцев к сотрудничеству напоминая о «великом Китае, которому они обязаны помочь».

## Цели
Считается, что китайская разведывательная деятельность заключается в коммерческом и промышленном шпионаже и сборе секретной военной информации, а также сбор информации о запрещенном в Китае движении Фалуньгун.
Два китайских дипломата, сбежавших в Австралию, утверждают, что только в Австралии Китай располагает более чем 1000 агентов и информаторов. По их словам основная задача этих агентов — промышленный шпионаж, а также противодействие движению Фалуньгун.
В тюрьмах Тайваня находится большое количество китайских шпионов.
Ученый Вен Хо Ли (Wen Ho Lee), родом из Тайваня, но работавший в США, был обвинен в шпионаже в 1999 г., но впоследствии с него были сняты все обвинения, за исключением халатного обращения с секретной информацией.